# La Bande à Dingo
La Bande à Dingo (anglais : Goof Troop) est une série télévisée d'animation américaine en 78 épisodes de 22 minutes, ayant eu une première le 20 avril 1992 sur Disney Channel.

## Synopsis
Cette série met en scène les aventures de Dingo et de son fils de 11 ans, Max dans une ville nommée Loufoqueville. Le meilleur ami (et également voisin) de Max est P.J., le fils de Pat et Peg, qui ont également une fille de 4 ans, Pistole. Ensemble, les deux garçons font les 400 coups au grand désespoir de leurs parents.

## Production
Le 6 septembre 1992, une émission spéciale de 2 heures est diffusée en syndication afin de présenter la série ; elle comprend un épisode intitulé Fovever Goof.
Deux longs-métrages d'animation sont inspirés de l'univers de la série : Dingo et Max (1995) et Dingo et Max 2 : Les sportifs de l'extrême (2000).

## Épisodes

### Première saison (1992)
1. Cinéma de minuit sur la ville (Midnight Movie Madness)
2. Les joies du camping (You Camp Take it with You)
3. Apprenti Journaliste
4. Trouver c'est garder
5. Inspecteur Dingo
6. Une pizza indigeste
7. La Maison du lac
8. Loufoqueville
9. Vive la solitude
10. Un voisin amical
11. Le Papier peint
12. Tel père, tel fils
13. À maison, maison et demie
14. Une journée aérienne
15. Une journée de pêche
16. La Patmobile
17. Le Bon, la Brute et le Dingo
18. Le Général L'Épervier
19. La musculation
20. L'Incroyable Bulk
21. Il n'y a pas de fumée sans Dingo
22. L'Abominable Homme des neiges
23. Opération recyclage
24. Pat est au régime
25. Les Dingoruptibles
26. La Course de baignoires
27. Rencontre de l'étrange type
28. La Dulcinée de Dingo
29. Une addition chargée
30. Protection maximum
31. Le Roi des pharaons
32. La Salle de gym
33. Deux agents très spéciaux (Lethal Goofin')
34. Qui veut la peau de Pat ? (For Pete's Sake)
35. Madame lave les carreaux
36. Règlement de comptes à Okay-d'Acc-Corral
37. Vive le baseball
38. Dingo en concert
39. Dingo est à la rue
40. Pat fait mouche
41. Mon grand frère Pat
42. Marmotte mortelle
43. Miss Loufoqueville
44. Vidéos, Farces et Catastrophes
45. La Ruée vers l'or
46. Dingo des Bois et ses hommes mélancoliques
47. Un tour en ville
48. Qui va à la chasse perd sa place
49. Dingo porte bonheur
50. FrankenDingo
51. Pat au Paddoc
52. Un régime de dingue
53. Une réunion de famille de dingue
54. Halloween
55. Deux associés, une vache et une poule
56. Le travail, c'est la santé
57. Un bébé à la maison
58. Dingo travaille à la Nazda
59. Gamelle fait de la pub
60. Dingo passe son diplôme
61. Dingo est un élu-maire
62. Pat et la Malle magique
63. L'Histoire en mille morceaux
64. Les Tailleurs de pierre
65. Peg, reine de la jungle

### Seconde saison (1993)
1. Mon dinosaure
2. Insécurité maximum
3. Drôle de cirque
4. Moto angels
5. Le Premier Amour
6. Peg dans le beau monde
7. Sherlock Goof
8. Le Grand Maxini
9. L'Ère préhistéric
10. Les Sommets de la gloire
11. L'Ami imaginaire
12. La Sécheresse
13. Le Mini-golf

## Diffusion
La série est d'abord diffusée aux États-Unis entre le 12 septembre et le 5 décembre 1992 (incluant les rediffusions) sur le réseau ABC et dans un autre ordre en syndication dans The Disney Afternoon entre le 5 septembre et le 4 décembre 1992.
En France, la série est diffusée à partir du 26 septembre 1993 sur TF1 dans l'émission Disney Club, et rediffusée sur Disney Cinemagic, et au Québec à partir du 11 septembre 1993 à la Télévision de Radio-Canada dans Vazimolo.

## Distribution

### Voix originales
- Bill Farmer : Goofy (Dingo)
- Dana Hill : Max
- Rob Paulsen : P.J.
- Jim Cummings : Pete (Pat Hibulaire)
- April Winchell : Peg
- Nancy Cartwright : Pistol (Pistole)
- Frank Welker : Waffles the Cat / Chainsaw the Dog

### Voix françaises
- Gérard Rinaldi : Dingo, le maire
- Christophe Lemoine : Max
- Alexis Tomassian : P.J.
- Alain Dorval : Pat Hibulaire
- Françoise Cadol : Peg
- Barbara Tissier : Pistole
- Georges Caudron : le chef de la police, le sosie de Dingo
- Philippe Peythieu : voix additionnelles

 Source et légende : version française (VF) sur RS Doublage et Planète Jeunesse

## Produits dérivés

### Jeux vidéo
Un jeu vidéo Goof Troop est conçu par Capcom pour la console Super Nintendo.